# Chytridiopsis hahnii
Chytridiopsis hahnii är en svampart som beskrevs av Jírovec 1940. Chytridiopsis hahnii ingår i släktet Chytridiopsis och familjen Chytridiopsidae.   Inga underarter finns listade i Catalogue of Life.